# Distretto di Şanlıurfa
Il distretto di Şanlıurfa  costituiva, fino al 2012 il distretto centrale della provincia di Şanlıurfa, in Turchia. Nel 2012, con l'istituzione del comune metropolitano di Şanlıurfa,  è stato diviso nei nuovi distretti di Eyyübiye, Haliliye e Karaköprü.